# Ivar Sahlin
Ivar Sahlin (* 16. Dezember 1895 in Sundsvall; † 24. November 1980 in Sigtuna) war ein schwedischer Drei- und Hochspringer.
Bei den Olympischen Spielen 1920 in Antwerpen wurde er Vierter im Dreisprung. 1924 wurde er bei den Olympischen Spielen in Paris Achter im Dreisprung und Zehnter im Hochsprung.
Im Dreisprung wurde er 1914 Englischer Meister und 1915 Schwedischer Meister.

## Persönliche Bestleistungen
- Hochsprung: 1,84 m, 1923
- Dreisprung: 14,77 m, 8. August 1915, Sundsvall